# Lovettsville
Lovettsville je město v okrese Loudoun na severu amerického státu Virginie. V roce 2000 mělo 853 obyvatel. Rozloha je 2,3 km², vše z toho je souš.

## Dějiny
Po Smlouvě ze St. Albans uzavřenou roku 1722, která stanovovala Blue Ridge Mountains jako nárazníkové pásmo mezi Indiány a bílými osadníky, začali do severní části okresu přicházet němečtí přistěhovalci, aby hospodařili na zdejší úrodné půdě. Založili několik vesnic sestávajících hlavně ze srubů a jiných dřevěných staveb a postupně rozšiřovali své pozemky. Lovettsville se tehdy jmenoval The German Settlement (Německá osada). V roce 1820 rozdělil David Lovett svoje pozemky na čtvrtakrové „městské části“. Následoval stavební rozmach a osada byla nazvána Newtown. O osm let později byla osada přejmenováno na Lovettsville. Roku 1836 Virginský sněm povýšil Lovettsville na město, ale plně začleněno bylo až v roce 1876.

## Demografie
Podle sčítání lidu z roku 2000 zde žilo 853 obyvatel, 229 rodin a bylo zde 317 domácností. Celkový počet domů 325. Hustota osídlení byla 371 ob./km².

### Rasové rozdělení
| - 95,66 % běloši - 2,46 % Afroameričané - 0,35 % původní Američané - 0,59 % Asiaté | - 0,70 % jiná rasa - 0,23 % dvě a více ras. |

Hispánců bez ohledu na rasu bylo 1,64 % populace.

### Složení podle etnického původu
| - 18,4 % Američané - 18,4 % Němci - 17,2 % Irové - 9,6 % Angličané |

Z celkového počtu 318 domácností jich 40,6 % mělo dítě mladší 18 let, 58,2 % byly páry žijící spolu, 9,1 % domácností bylo s ženskou hlavou rodiny bez přítomnosti manžela, a 27,7 % domácností nebylo obýváno rodinami. 28,4 % všech domácností tvořili jednotlivci a 10,1 % lidé starší 65 let, kteří žili sami. Na průměrnou domácnost vycházelo 2,68 členů a na průměrnou rodinu 3,19 členů.
29,4 % populace mělo méně než 18 let, 61 % bylo ve věku 18-64, 9,6 % bylo 65 let a více. Průměrný věk 35 let.
Medián příjmů na domácnost činil 58 942 dolarů, na rodinu 63 750 dolarů, u mužů to bylo 49 545 dolarů na hlavu a u žen 34 896 dolarů. Příjem na hlavu byl 26 098 dolarů. Pod hranicí chudoby žilo 2,9 % domácností a 0 % rodin, 0 % mladších 18 let a 5,9 % nad 64 let.